# Somers (Schiff, 1842)
Die Somers war eine Brigg der United States Navy und operierte hauptsächlich während des Mexikanisch-Amerikanischen Krieges. Die USS Somers war das einzige Schiff der amerikanischen Marine, auf dem Hinrichtungen wegen Meuterei auf See vollzogen wurden.

## Das Schiff
Der Entwurf der Somers sowie ihres baugleichen Schwesterschiffes Bainbridge stammt von Samuel Humphreys, die Linien entsprechen dem Typus des Baltimoreklippers und die Takelage war stark überproportioniert, was sie zu schnellen Seglern machte. Beide Schiffe wurden auf marineeigenen Werften gebaut, die Somers in New York, die Bainbridge hingegen in Boston.

## Anfängliche Fahrten
Die Somers wurde unter Commander Alexander Slidell Mackenzie am 12. Mai 1842 in Dienst gestellt.
Nach der Jungfernfahrt im Juni–Juli nach Puerto Rico und zurück verließ die neue Brigg am 13. September 1842 den Hafen von New York mit Ziel der Atlantikküste Afrikas, wo sie die Fregatte USS Vandalia treffen sollte. Auf dieser Reise diente sie als experimentelles Schulschiff für Anwärter der Navy.
Nach Zwischenstopps auf Madeira, Teneriffa und Praia, noch immer auf der Suche nach der Vandalia, erreichte sie schließlich Monrovia, wo sie benachrichtigt wurde, dass die Fregatte inzwischen auf dem Heimweg sei. Am Tag darauf ließ Commander Mackenzie Segel setzen mit Kurs auf die Virgin Islands, wo er hoffte, die Vandalia im Hafen von Saint Thomas vor der Rückkehr nach New York noch anzutreffen.

## Die „Somers-Affäre“
Am 26. November 1842, in der Nähe von St. Thomas, unterrichtete Leutnant Guert Gansevoort den Kommandanten über Gerüchte einer Meuterei, denen zufolge die Offiziere und ein Teil der Mannschaft ermordet und das Schiff zur Piraterie verwendet werden sollte. Am 1. Dezember wurden der Midshipman Philip Spencer, Sohn des Kriegsministers John Canfield Spencer, der Bootsmannsmaat Samuel Cromwell und der Matrose Elijah Small wegen Meuterei an der Grossrah gehängt.
Die Somers erreichte St. Thomas am 5. Dezember und kehrte von da aus nach New York zurück, wo sie am 14. Dezember ankam. Sie blieb dort während einer Marine-Gerichts-Untersuchung, die die Meuterei und die Hinrichtungen untersuchen sollte. Bei dieser Anhörung wurde Mackenzie durch das Gericht entlastet; ebenso wurde er in einem nachfolgenden Kriegsgerichtsverfahren (er selbst beantragte dazu ein Kriegsgericht, um einen Zivilprozess zu vermeiden) von allen Anklagepunkten freigesprochen.

## In der Heimatflotte
Am 20. März 1843 erhielt Lt. John West das Kommando über die Somers und führte sie als Teil der Heimatflotte. In den nachfolgenden Jahren operierte sie entlang der Atlantikküste und im Bereich der Westindischen Inseln.

## Mexikanisch-Amerikanischer Krieg
Die Somers befand sich im Golf von Mexiko auf der Höhe von Veracruz, als 1846 der Mexikanisch-Amerikanische Krieg ausbrach; abgesehen von einigen Fahrten nach Pensacola in Florida (für Proviant und andere logistische Belange), blieb sie dort bis zum Winter als Teil der Seeblockade.

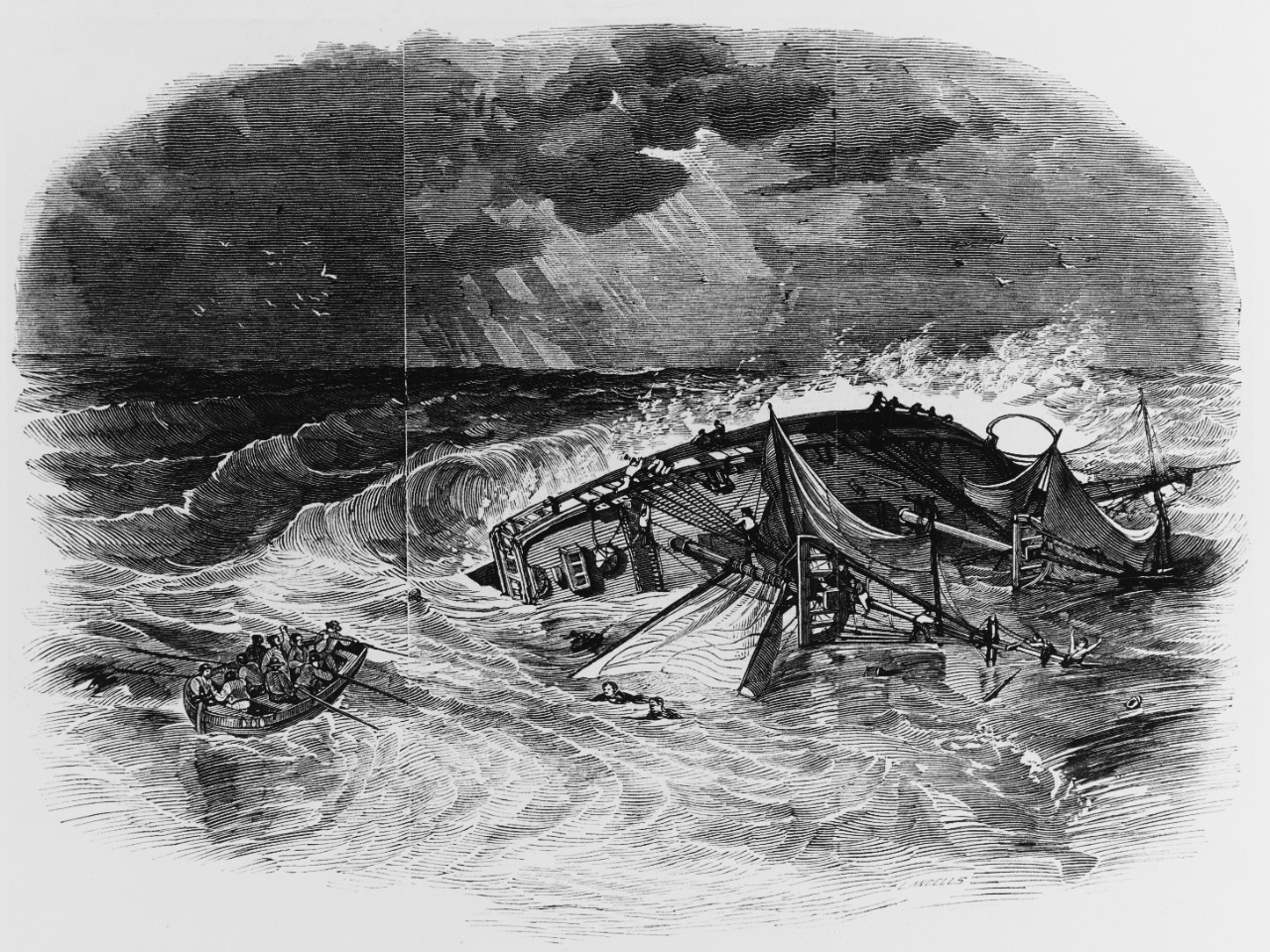
Der Untergang der USS Somers vor Veracruz

Am Abend des 26. November blockierte die Somers, diesmal unter dem Kommando von Lt. Raphael Semmes, Vera Cruz, als der Mexikanische Schoner Criolla durch die Blockade schlüpfte und in den Hafen einlief. Daraufhin wurde eine Entermannschaft losgeschickt, die das Schiff enterte und in Besitz nahm; da fehlender Wind jedoch das Auslaufen erschwerte, setzte die Entermannschaft die Criolla in Brand, wonach sie sich in ihren Booten zusammen mit sieben Kriegsgefangenen und unter Beschuss von Land her zur Somers zurückzog.
Unglücklicherweise stellte sich heraus, dass die Criolla im Auftrag der US-Regierung unter der Verantwortung von Commodore David Conner spionieren sollte.
Am 8. Dezember 1846, während der Jagd auf einen Blockadebrecher aus Vera Cruz, wurde die Somers von einer plötzlichen Böe erfasst und kenterte. Die Verluste betrugen 32 ertrunkene und sieben in Gefangenschaft geratene Besatzungsmitglieder.

## Rezeption
Der oben erwähnte Lt. Guert Gansevoort war ein Cousin von Herman Melville; dieser wurde möglicherweise durch die berüchtigten Ereignisse der Somers Affäre beeinflusst; einige Elemente scheinen sich in seinem Roman Billy Budd niedergeschlagen zu haben.
Der Vorfall wurde detailliert im Roman Voyage to the First of December (von Henry Carlisle) beschrieben. Das Buch erzählt die Geschichte aus der Sicht des Schiffsarztes und basiert auf alten Berichten, die dieser gesammelt hatte.
Die Geschichte der „Somers-Affäre“ und deren nachfolgender Prozess wird in einer Folge der Fernsehserie JAG thematisiert, wobei die bekannten Mitglieder der Seriencrew in einige der Rollen dieser Geschichte schlüpfen.

## Das Wrack
1986 wurde das Wrack von einer Expedition unter der Leitung von George Belcher, einem Kunsthändler und Forscher aus San Francisco, entdeckt. 1987 wurde es dann von den Archäologen James Delgado und Mitchell Marken identifiziert. 1990 schließlich wurde es in einem gemeinschaftlichen Projekt, an dem sowohl US-amerikanische als auch mexikanische Institutionen und Forscher beteiligt waren (u. a. Pilar Luna Erreguerena (Mexico), U.S. National Park Service, Instituto Nacional de Antropología e Historia, Armada de Mexico archaeologists etc.), erforscht. Nach einem Plan der Fundstelle wurde das Wrack von Unbekannten in der Zeit nach der Expedition von 1987 geplündert. Rechtlich gesehen verbleibt das Wrack im Besitz von Vera Cruz.